# Abdullah ibn Husayn al-Ahmar
Abdullah ibn Husayn al-Ahmar —àrab: عبد الله بن حسين بن ناصر الأحمر, ʿAbd Allāh b. Ḥussayn b. Nāṣir al-Aḥmar— (Iemen, 1933 - Riad, Aràbia Saudita, 29 de desembre de 2007) fou xeic dels Haixid i president del parlament iemenita (Assemblea de Representants del Iemen).
Era fill del xeic Husayn ibn Nasser al-Ahmar, que fou executat per orde de l'imam Ahmad ibn Yahya. Durant la guerra civil Abdullah, com a xeic dels Haixid, va donar suport als republicans i fou nomenat governador de Hajjah, però es va oposar a la intervenció egípcia i no va voler formar part del govern d'Abdullah as-Sallal. Després de la retirada egípcia fou el principal suport del nou govern d'Abdul Rahman al-Iryani contra els reialistes. La guerra es va acabar el 1970.
Abdullah ibn Husayn al-Ahmar va esdevenir president del nou consell consultiu. El 1974 el coronel Ibrahim al-Hamdi va donar un cop d'estat; el seu govern va intentar limitar el poder de les tribus, i els hashid es van revoltar. Al-Hamdi fou assassinat el 1977 i el nou govern sota Ahmad Husayn Ghashmi i després sota Ali Abdullah Saleh va poder retornar a les tribus a l'obediència amb la mediació saudita, però va haver de renunciar a limitar el poder tribal. Abdullah ibn Husayn al-Ahmar fou nomenat membre de l'Assemblea popular constituent.
El 1990 va donar suport a la unió dels dos Iemens, i va fundar el partit Islah, que representava els interessos tribals i islàmics, el qual va obtenir 62 escons (de 301) a les eleccions al parlament de 1993. Va formar coalició amb el Congrés General Popular del president Saleh, i fou elegit president del parlament; el 1997 la seva representació va quedar rebaixada a 56 escons però es va mantenir la coalició. A les eleccions del 2003 el partit Islah va obtenir només 45 escons (225 foren pel Congrés General Popular) i la coalició es va desfer, però fou reelegit president del parlament; fou reelegit per darrera vegada el 2007 pocs mesos abans de la seva mort a un hospital de Ryadh (Aràbia Saudiat), causada per un càncer el 29 de desembre de 2007, quan tenia 74 anys. Era considerat el segon personatge més important del país.